# Carta topografica

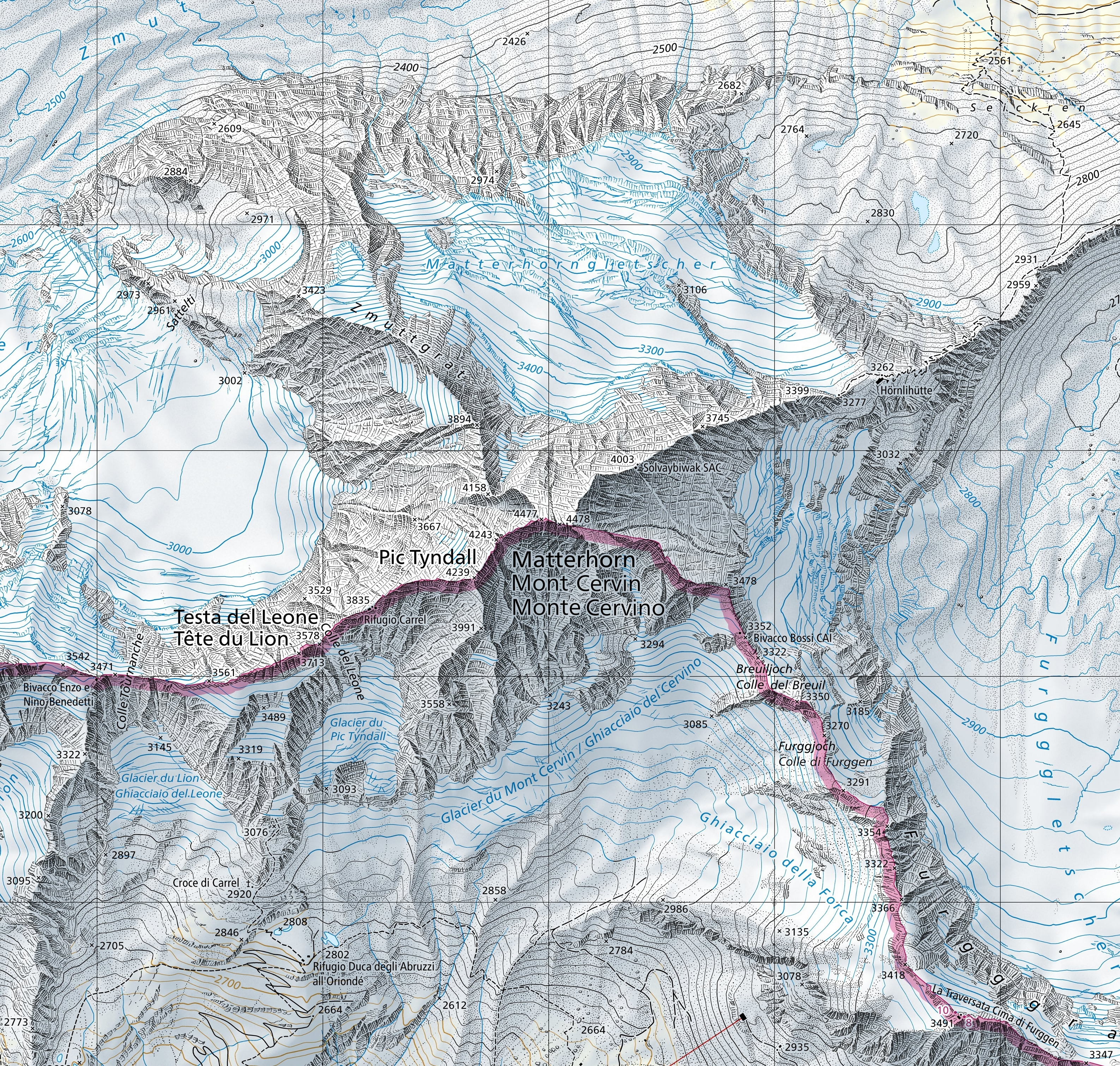
Rappresentazione su carta topografica di una montagna (Cervino). Sono notevolmente visibili le ombreggiature del rilievo e le curve di livello.

Una carta topografica è una rappresentazione bidimensionale di un territorio.
È disegnata impostando una scala che indica il rapporto fra le dimensioni sulla carta e le reali dimensioni del territorio rappresentato. Rappresenta le principali caratteristiche formali di un territorio, da una parte di origine naturale, dall'altra costruite dal fare umano nel tempo (strade, edifici, canali, insediamenti, vegetazione agricola). Il suo scopo principale è quello di mostrare le caratteristiche formali di un territorio. Sono state valutate a partire dall'Ottocento come documento essenziale per la ricerca geografica.

## Definizione
La carta topografica rappresenta un territorio ampio, per esempio di un comune o di una provincia. Sono ricche di particolari..
La proporzione fra le reali dimensioni del terreno e la sua rappresentazione grafica si chiama scala; definiremo pertanto la scala come il rapporto costante tra una distanza sulla carta (distanza grafica) e la sua corrispondente misurata sul terreno. Ad esempio, se la scala di una carta è di 1:100 000, ciò significa che le dimensioni riportate sulla carta sono 100 000 volte più piccole di quelle corrispondenti sul terreno e, viceversa, una determinata distanza sulla carta.
Si chiamano topografiche in senso stretto le carte con scala compresa tra 1:500 000 e 1:25 000, a differenza di quelle geografiche (con scala superiore a 1:1 000 000), corografiche (con scala da 1:1 000 000 a 1:200 000), delle mappe (con scala fino a 1:1 000) e delle piante (con scala da 1:50 a 1:500).